# Giovanni Canano
(Giovanni Canano)
Giovanni Canano (in greco Ἰωάννης Κανανός?; fine del XIV secolo – dopo il 1439) è stato uno storico bizantino.

## Biografia e opere
Giovanni Canano è ricordato per aver scritto un resoconto del fallito assedio di Costantinopoli del 1422, da parte degli Ottomani guidati dal sultano Murad II, l'opera si chiama Διήγησις περὶ τοῦ ἐν Κωνσταντινουπόλει γεγονότος πολέμου κατὰ τὸ συι? ἔτος. Canano attribuì la sopravvivenza della capitale bizantina grazie all'intervento miracoloso della Madonna, il racconto si differenzia dalla cronaca contemporanea di Giovanni Anagnostes, che descrive gli assedi di Costantinopoli e la caduta di Tessalonica (1430). Canano nella sua opera fa una frequente polemica religiosa, e scrivere in lingua greca volgare, in contrapposizione all'atticismo di Anagnostes e Critoboulo, che nello stile si ispiravano ai classici, un ideale che era stato il principio base per tutti gli scrittori che miravano ad un buono stile, concetto in uso nell'impero romano e in tutta la lunga storia dell'impero bizantino.
Giovanni Canano è solitamente identificato con Canano Lascaris, che si recò in Scandinavia e Islanda tra il 1438 e il 1439, Canano si interessò alla monetazione di Stoccolma e Bergen, Si recò in Svezia, Norvegia, visitò la residenza del re di Danimarca a Copenaghen. Nella descrizione del suo viaggio in Islanda, Canano chiama i suoi abitanti di che egli chiama "mangiatori di pesce. Canano visitò anche il Mar Baltico andando in Livonia, Prussia, Pomerania, Schleswig, Danimarca e Gran Bretagna.